# خداوردي خان كندي
خداوردي خان‌ كندي هي قرية في مقاطعة أرومية، إيران. يقدر عدد سكانها بـ 249 نسمة بحسب إحصاء 2016.